# Pisco (bebida)
O pisco, é uma denominação de origem reservada à bebida alcoólica aguardente de uvas que se produz desde fins do século XVI.[1] É o destilado típico desse país, elaborado a partir do vinho fermentado de certas variedades de uvas (Vitis vinifera), cujo valor ultrapassou suas fronteiras, como dão prova os registros de embarques realizados através do porto de Pisco em direção a Europa e outras regiões da América desde o século XVII, tais como o Reino Unido, Espanha, Portugal, Guatemala, Panamá e aos Estados Unidos, desde meados do século XIX.
Pisco é um dos produtos mais representativos do Chile e Perú e só se produz na costa (até os 2000 msnm) dos departamentos de Lima, Ica, Arequipa, Moquegua e Tacna. Existe uma cidade litorânea com o mesmo nome da bebida.

## Etimologia
"Pisco" é um termo pré-hispânico (quechua) cuja origem remonta à "Villa de Pisco", atualmente localizada no litoral do Peru, já que no vale tinham muitas "aves". Pisco ("Pisko") é um nome quechua que significa "ave". A cidade de Pisco foi fundada em 1640, nas imediações do assentamento indígena de mesmo nome. Feira de uvas da remota ilha de Páscoa.
O Chile produz cerca de 36 milhões de litros de pisco ao ano e exporta, principalmente, para Estados Unidos, Argentina, Alemanha e China

## Controvérsia entre o Chile e o Perú
Os dois países andinos possuem tradição nessa bebida alcóolica centenária cheia de história e sabor que deu origem também a um drinque famoso no mundo todo, o pisco sour – que faz parte da lista internacional de coquetéis da Associação Internacional de Bartenders (da sigla IBA – International Bartenders Association).

## História

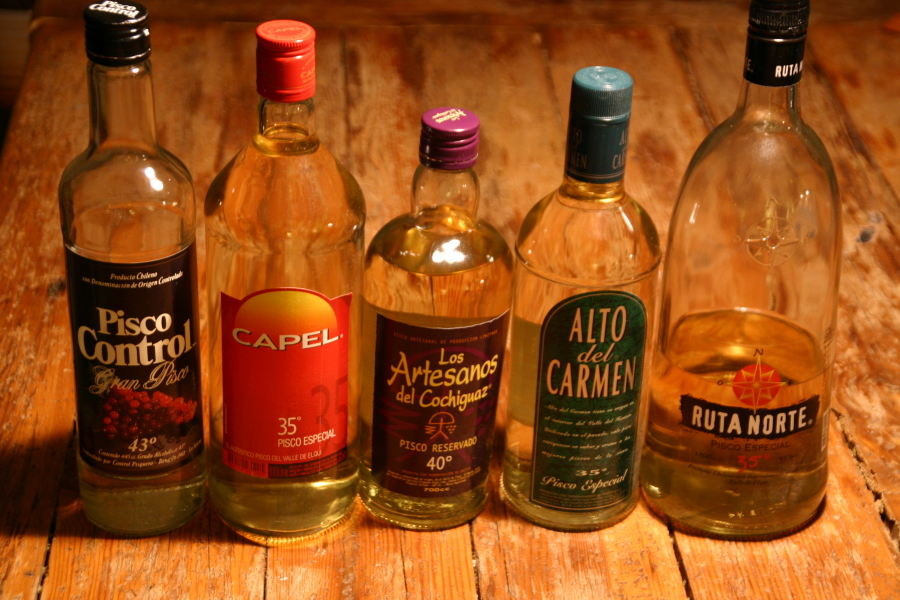
Pisco do Chile

Desde meados do século XVI (1574)[carece de fontes?], os espanhóis começaram a utilizar o nome "Pisco" quando os monges da costa intensificaram a produção do pisco de uva peruano, produto que rapidamente se converteu numa bebida popular por suas características muito particulares, como o fato de ser incolor e de ter um alto grau alcoólico.

## Diferenças entre oPisco peruanoe o chileno
O pisco produzido no Chile possui processo de destilação, componentes e grau alcoólico diferentes em relação ao pisco peruano. Para o pisco do Peru, as variedades de uvas principalmente utilizadas são as denominadas Quebranta, Uvina, Mollar e Negra para os piscos "não aromáticos", enquanto que Albilla, Itália, Moscatel e Torontel são as variedades utilizadas para os piscos "aromáticos". Uma mistura de diversas uvas é utilizada para o que, em termos gerais, se chama pisco acholado. Uma variedade que se encontra no Peru denominada "mosto verde" é caracterizada pela destilação dos mostos que não terminaram a fermentação.
Já para o pisco chileno, a uva usada é a moscatel, em variedades diversas, e, mais raramente, Pedro Jiménez e torontel.

## Diferenças entre o Pisco e a Graspa
É similar ao pisco, com a diferença que a graspa é destilada do bagaço da uva, ao passo que o pisco é feito do mosto (ou suco). Em Caxias do Sul, a graspa é muitas vezes adicionada ao café, para ajudar a suportar o inverno.